# كاثرينا دالتون
كاثرينا دالتون (11 نوفمبر 1916 - 17 سبتمبر 2004)، اسمها قبل الزواج كويبرز، كانت طبيبة بريطانية ورائدة في أبحاث المتلازمة السابقة للحيض، وقد صاغت هذا المصطلح وعالجت العديد من النساء وأدلت بشهادتها كونها خبيرةً في القضايا الهامة في المحاكم.

## خلفية
ولدت كاثرينا دوروثيا كويبرز في لندن في 11 نوفمبر عام 1916 لوالديها آنا كنوستر ويوهانس كويبرز. توفي يوهانس كويبرز، وهو تاجر ماسوني، عندما كانت دالتون صغيرة. رغم المشاكل المادية التي واجهتها عائلتها، التحقت دالتون بالمدرسة الماسونية الملكية للبنات في لندن. عندما كبرت، أرادت أن تصبح طبيبة، وبعد حصولها على منحة دراسية في مستشفى لندن لأمراض القدم، إذ تدربت في البداية لتصبح أخصائية في طب الأقدام.
تزوجت دالتون زوجها الأول، ويلفريد طومسون، في عام 1939، لكنه توفي في الحرب العالمية الثانية، بعد وقت قصير من ولادة ابنهما. قررت دالتون بعد ذلك تغيير تخصصها الطبي، وحصلت على شهادة الطب من مشفى رويال فري. قبل التخرج، تزوجت توماس دالتون، وأنجبت منه ثلاثة أطفال. بعد وفاة زوجها توماس في عام 1992، تقاعدت كاثرينا بعد فترة وجيزة في عام 2000. عاشت بقية أيامها في هيرفورد وبول في إنجلترا وتوفيت في 17 سبتمبر عام 2004.

## إنجازاتها
انخرطت الطبيبة دالتون في دراسة المتلازمة السابقة للحيض في عام 1948، عندما أدركت، وهي طالبة طب حامل تبلغ من العمر 32 عامًا، أن نوبات الصداع النصفي التي تعاني منها شهريًا قد اختفت. بالتشاور مع طبيب الغدد الصماء، ريموند غرين، خلصت إلى أن الصداع قد يُعزى إلى نقص هرمون البروجستيرون، الذي ينخفض قبل الحيض ولكنه يرتفع في أثناء الحمل. بعد مزيد من الدراسات السريرية، نشرت دالتون بالتعاون مع غرين تلك النظرية في المجلات الطبية البريطانية في عام 1953 -واستخدما مصطلح المتلازمة السابقة للحيض أو بّي إم إس.
عالجت دالتون العديد من النساء بعد أن أنشأت عيادتها الخاصة وخلصت إلى أن المتلازمة السابقة للحيض كانت مرضًا هرمونيًا دوريًا يحدث في الأيام الـ14 التالية للإباضة، مع ظهور أشد الأعراض خلال الأيام الأربعة الأخيرة قبل الحيض. في تعارض مباشر مع آراء العديد من زملائها الذكور، قالت دالتون إن الأعراض كانت جسدية أكثر من كونها نفسية وشملت الصداع النصفي والربو والصرع والآفات الجلدية والتهيج والإعياء والاكتئاب.
بالإضافة إلى مرضاها، شملت دراستها تلميذات المدارس المراهقات وأمهات الأطفال المعنَّفين والنساء المحتجزات في السجن لارتكابهن جرائم خطيرة، بما في ذلك القتل. مثلًا، أدلت بشهادتها كونها شاهدة خبيرة في محكمة أولد بيلي في أثناء محاكمة نيكولا أوين، التي أحرقت منزل والديها. أظهر بحثها أنه خلال أوقات المتلازمة السابقة للحيض الشديدة، انخفض الأداء الأكاديمي للطالبات وكانت النساء أكثر قابلية لإساءة معاملة أطفالهن أو ارتكاب الجرائم. بالإضافة إلى ذلك، خلصت من النوادر التاريخية إلى أن الملكة فيكتوريا كانت تعاني من المتلازمة السابقة للحيض، وتشير التقارير إلى صراخها وإلقاء أشياء على زوجها، الأمير ألبرت، شهريًا.
يُنسب إليها الفضل إلى حد كبير في تطوير استخدام مخططات الحيض لتشخيص الاضطراب، وقالت إن توقيت المتلازمة السابقة للحيض لدى النساء كان مرتبطًا بارتفاع معدلات محاولات الانتحار وتعاطي الكحول وجرائم العنف.
قالت دالتون إن المتلازمة السابقة للحيض تنجم بشكل رئيسي عن نقص هرمون البروجستيرون ويمكن تخفيفها بالعلاج الهرموني. أعربت أيضًا عن اعتقادها بإمكانية استخدام الهرمون لتخفيف اكتئاب ما بعد الولادة. حتى هذا اليوم، لا يتفق معظم الخبراء مع هذه النتائج ويعتمدون بدلًا من ذلك على مثبطات استرداد السيروتونين الانتقائية وأدوية أخرى لعلاج المتلازمة السابقة للحيض.